# درباز بینه
درباز بینه (به لاتین: Darvazbinə) یک منطقه مسکونی در جمهوری آذربایجان است که در شهرستان بالاکن واقع شده است.